# 쿠데타 벨트
쿠데타 벨트(영어: Coup Belt)는 쿠데타가 빈번하게 발생하는 서아프리카와 사헬 지역을 지칭하는 현대 지정학적 신조어이다. 2023년 니제르 쿠데타 이후 쿠데타 벨트 국가는 아프리카 동해안부터 서해안까지 연속해서 이어지는 띠를 이루고 있다.
벨트 지역에서는 대부분 2003년 이후 이슬람 반군이나 시위에 대한 각국 정부의 대처에 불만을 품은 군부 세력에서 쿠데타가 발생했다. 아프리카에 대한 프랑스의 군사적, 재정적, 정치적 영향력에 대한 분노도 한몫했다. 쿠데타 이후 세워진 신정부는 대부분 서방과의 관계가 악화되었으며, 과거 바르칸 작전을 통해 이슬람 반군과의 전쟁을 도왔던 프랑스 대신 러시아와 바그너 그룹 또는 튀르키예의 지원을 요청하는 경우가 많았다. 이 때문에 우크라이나는 쿠데타에 반대하는 반정부 단체에 자금을 지원했고 일종의 러시아와 우크라이나 간 대리전이 벌어졌다.

## 기원

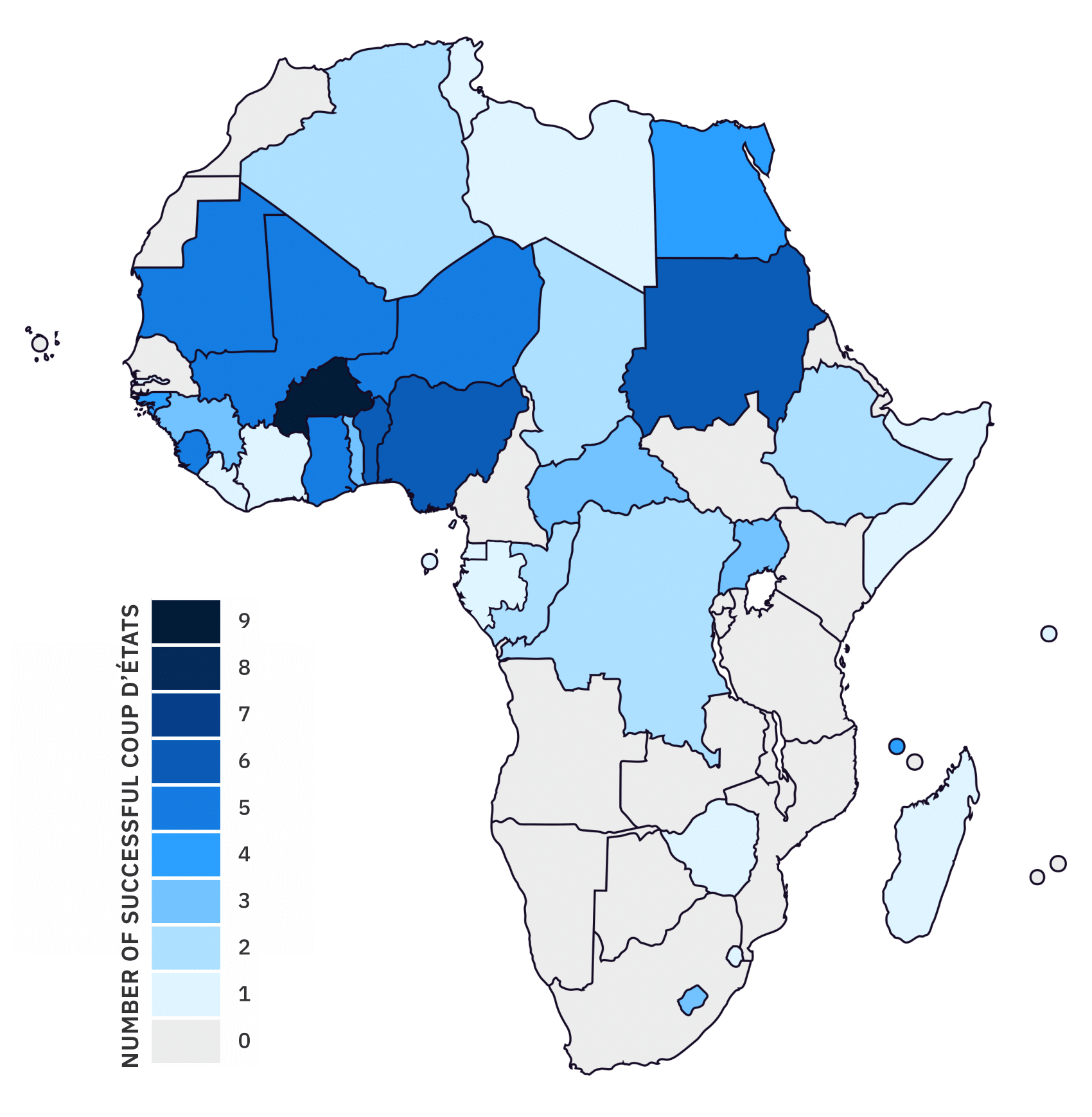
2023년 9월 28일 기준 탈식민 시대 이후 아프리카에서 성공한 쿠데타의 수.

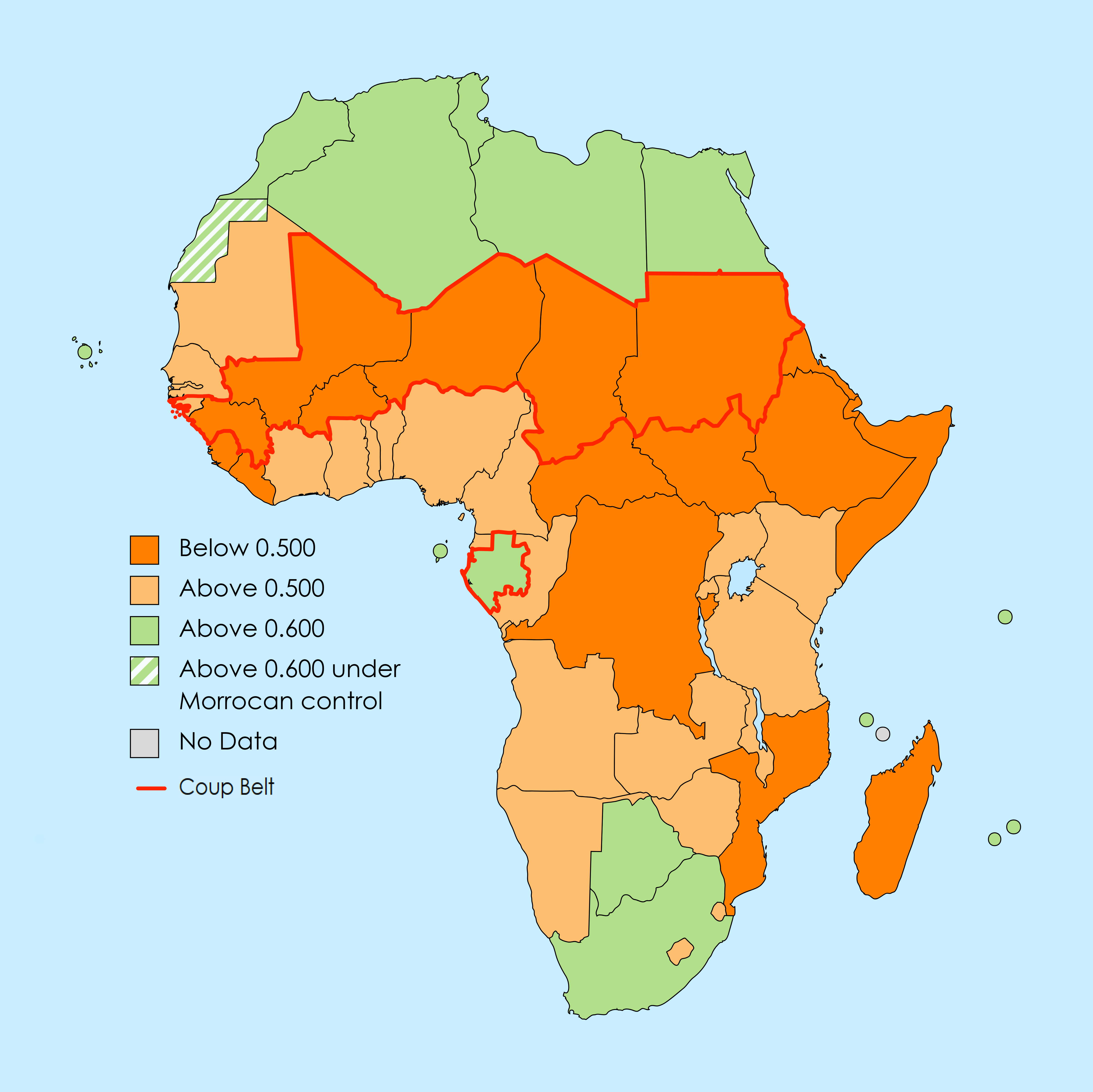
아프리카 각국의 인간 개발 지수(HDI)를 그린 지도. 쿠데타 벨트의 나라(가봉은 2023년 쿠데타 이후 포함됨)은 빨간 선으로 쳐져 있다. 가봉을 제외한 쿠데타 벨트의 모든 국가는 HDI가 0.500 미만의 후진국이다.

옛날부터 쿠데타 벨트라는 용어를 사용했을 가능성이 있으나 2020년과 2021년 말리, 2021년 차드, 기니, 수단, 2022년 1월과 9월 부르키나파소에서 두 차례, 2023년 니제르와 가봉에서 연달아 쿠데타가 발생하면서 2020년대 초 일련의 쿠데타를 상징하는 용어로 자리잡았다. 그 외에도 벨트 지역에서는 2021년 니제르와 수단, 2022년 기니바사우와 감비아, 2023년 수단, 시에라리온, 부르키나파소에서 쿠데타 시도가 있었다.

## 역사
1990년 이후 사하라 이남 아프리카에서 발생한 쿠데타 27건 중 21건이 구 프랑스 식민지 국가에서 일어났다. 이 때문에 일부에서는 아프리카에서 프랑스의 영향력이 불안정한 영향을 미치는지에 대해 논쟁한다.
부르키나파소, 말리, 니제르의 군부정권은 프랑스군이 자국 영토에서 군사작전을 수행할 수 있도록 허가한 군사협정을 취소하고 말리의 경우에는 프랑스어를 국가 공용어 지위에도 해제했다.
서아프리카 국가 경제 공동체(ECOWAS)는 쿠데타 정권을 무위로 돌리기 위해 적극적으로 노력했지만 실패했다. ECOWAS는 2021년 말리 쿠데타 이후 말리의 회원국 자격을 정지시켰고, 2021년 기니 쿠데타 직후인 2021년 9월 8일에는 기니의 회원국 자격도 정지시켰다. 사헬 국가 동맹에 속한 3개 국가는 2023년 ECOWAS의 회원국 자격이 정지된 직후 탈퇴해 독자적인 국가동맹을 차렸다.
서아프리카 지역만 고려할 경우 2020년 말리 쿠데타는 2014년 부르키나파소 봉기와 이후 일어난 부르키나파소 대통령 블레즈 콩파오레의 축출 이후 6년만에 발생한지 6년만에 발생한 쿠데타로, 그동안 서아프리카에서는 비민주적인 정권 교체가 일어나지 않았다. 대부분의 국가가 내전과 폭력적인 분쟁으로 얼룩진 서아프리카 지역은 2014년에서 2020년 이 기간 ECOWAS가 2016년~2017년 감비아 헌정위기 당시 평화적 해결책을 찾을 정도로 매우 안정적인 시기였다.
2023년 가봉 쿠데타 당시 가봉은 쿠데타 이전 봉고 가문이 56년간 가봉을 통치했고, 사헬 지역과 가깝지만 속해있지 않으며 이슬람주의나 기타 분리주의 반란이 발생하지 않았기 때문에 다소 다른 양상의 쿠데타를 띄었다. 가봉의 군사 쿠데타는 2023년 가봉 총선과 관련된 광범위한 시위 속에서 발생했다. 이후 가봉은 군부의 통치 하에 대통령제 공화국 수립으로 이어졌다.

## 쿠데타 목록
| 날짜             | 국가            | 사건                            | 당시 국가원수                 | 쿠데타 지도자                                                                                           | 결과                                                                        |
| ---------------- | --------------- | ------------------------------- | ----------------------------- | --- | --------------------------------------------------------------------------- |
| 1957년 6월       | 수단            | 1957년 수단 쿠데타 미수         | 압달라 할릴                   | 압델 라흐만 이스마일 카베이다                                                                           | 쿠데타 실패                                                                 |
| 1958년 11월      | 수단            | 1958년 수단 쿠데타              | 압달라 할릴                   | 이브라힘 아부드                                                                                         | 쿠데타 성공                                                                 |
| 1959년 11월 9일  | 수단            | 1959년 수단 쿠데타 미수         | 이브라힘 아부드               | | 쿠데타 실패                                                                 |
| 1964년 2월 17일  | 가봉            | 1964년 가봉 쿠데타              | 레옹 음바                     | - 자크 몸보 - 발레르 에손 - 장힐라레 오바메                                                             | 쿠데타 일시적으로 성공, 프랑스의 개입으로 음바가 복권됨                     |
| 1966년 1월 3일   | 오트볼타 공화국 | 1966년 오트볼타 쿠데타          | 모리스 야메오고               | 상굴레 라미자나                                                                                         | 쿠데타 성공                                                                 |
| 1968년 11월 18일 | 말리            | 1968년 말리 쿠데타              | 모디보 케이타                 | 무사 트라오레                                                                                           | 쿠데타 성공                                                                 |
| 1969년 5월 25일  | 수단            | 1969년 수단 쿠데타              | 이스마일 알아즈하리           | 가파르 니메이리                                                                                         | 쿠데타 성공                                                                 |
| 19일~7월 22일    | 수단            | 1971년 수단 쿠데타              | 가파르 니메이리               | 하솀 알아타                                                                                             | 쿠데타 일시적으로 성공, 이어진 역쿠데타로 니메이리가 복권됨.                |
| 1974년 4월 15일  | 니제르          | 1974년 니제르 쿠데타            | 하마니 디오리                 | 세이니 쿤체                                                                                             | 쿠데타 성공                                                                 |
| 13일~4월 15일    | 차드            | 1975년 차든 쿠데타              | 프랑수아 톰발바예             | 노엘 밀라레우 오딩가르 바델 압델카데르 카무구에                                                         | 쿠데타 성공                                                                 |
| 2일~7월 5일      | 수단            | 1976년 수단 쿠데타 미수         | 가파르 니메이리               | 사디크 알마흐디 무함마드 누르 사드                                                                      | 쿠데타 실패                                                                 |
| 1980년 11월 25일 | 오트볼타        | 1980년 오트볼타 쿠데타          | 상굴레 라미자나               | 사예 제르보                                                                                             | 쿠데타 성공                                                                 |
| 1982년 11월 7일  | 오트볼타        | 1982년 오트볼타 쿠데타          | 사예 제르보                   | 장바티스트 웨드라오고                                                                                   | 쿠데타 성공                                                                 |
| 1983년 2월 28일  | 오트볼타        | 1983년 오트볼타 쿠데타 미수     | 장바티스트 웨드라오고         | 사예 제르보                                                                                             | 쿠데타 실패                                                                 |
| 1983년 8월 4일   | 오트볼타        | 1983년 오트볼타 쿠데타          | 장바티스트 웨드라오고         | 토마 상카라                                                                                             | 쿠데타 성공                                                                 |
| 1984년 4월 3일   | 기니            | 1984년 기니 쿠데타              | 루이스 란사나 비보기          | 란사나 콩테                                                                                             | 쿠데타 성공                                                                 |
| 1985년 4월 6일   | 수단            | 1985년 수단 쿠데타              | 가파르 니메이리               | 압델 라흐만 스와르 알다하브                                                                             | 쿠데타 성공                                                                 |
| 1987년 10월 15일 | 부르키나파소    | 1987년 부르키나파소 쿠데타      | 토마 상카라                   | 블레즈 콩파오레                                                                                         | 쿠데타 성공                                                                 |
| 1989년 6월 30일  | 수단            | 1989년 수단 쿠데타              | 아메드 알미르가니             | 오마르 알바시르                                                                                         | 쿠데타 성공                                                                 |
| 1989년 9월 18일  | 부르키나파소    | 1989년 부르키나파소 쿠데타 미수 | 블레즈 콩파오레               | - 장바티스트 부카리 린가니 - 헨리 존고                                                                  | 쿠데타 실패                                                                 |
| 1990년 12월 3일  | 차드            | 1990년 차드 쿠데타              | 이센 아브레                   | 이드리스 데비                                                                                           | 쿠데타 성공                                                                 |
| 1991년 3월 26일  | 말리            | 1991년 말리 쿠데타              | 무사 트라오레                 | 아마두 투마니 투레                                                                                      | 쿠데타 성공                                                                 |
| 1996년 1월 27일  | 니제르          | 1996년 니제르 쿠데타            | 마하만 우스만                 | 이브라힘 바레 마이나사라                                                                                | 쿠데타 성공                                                                 |
| 1999년 4월 9일   | 니제르          | 1999년 니제르 쿠데타            | 이브라힘 바레 마이나사라      | 다우다 말람 왕케                                                                                        | 쿠데타 성공                                                                 |
| 2003년 10월 7일  | 부르키나파소    | 2003년 부르키나파소 쿠데타 미수 | 블레즈 콩파오레               | 루터 디아파그리 왈리                                                                                    | 쿠데타 실패                                                                 |
| 2004년 5월 16일  | 차드            | 2004년 차드 쿠데타 미수         | 이드리스 데비                 | 베치르 하가르                                                                                           | 쿠데타 실패                                                                 |
| 2006년 3월 14일  | 차드            | 2006년 차드 쿠데타 미수         | 이드리스 데비                 | - 톰 에르디미 - 티마네 에르디비 - 세비 아귀드                                                           | 쿠데타 실패                                                                 |
| 2008년 12월 23일 | 기니            | 2008년 기니 쿠데타              | 아부바카르 송타레             | 무사 다디스 카마라                                                                                      | 쿠데타 성공                                                                 |
| 2010년 2월 18일  | 니제르          | 2010년 니제르 쿠데타            | 마마두 탄자                   | 살루 지보                                                                                               | 쿠데타 성공                                                                 |
| 2011년 7월 16일  | 니제르          | 2011년 니제트 쿠데타 미수       | 마하마두 이수푸               | | 쿠데타 실패                                                                 |
| 2012년 3월 21일  | 말리            | 2012년 말리 쿠데타              | 아마두 투마니 투레            | 아마두 사노고                                                                                           | 쿠데타 성공                                                                 |
| 2013년 5월 1일   | 차드            | 2013년 차드 쿠데타 미수         | 이드리스 데비                 | 무사 타오 마하마트                                                                                      | 쿠데타 실패                                                                 |
| 2014년 11월 3일  | 부르키나파소    | 2014년 부르키나파소 봉기        | 블레즈 콩파오레               | - 오노레 트라오레 - 야코바 이삭 지다                                                                    | 봉기 성공                                                                   |
| 2015년 9월 16일  | 부르키나파소    | 2015년 부르키나파소 쿠데타 미수 | 미셸 카판도                   | 질베르 디앵데레                                                                                         | 쿠데타 실패                                                                 |
| 2019년 1월 7일   | 가봉            | 2019년 가봉 쿠데타 미수         | 알리 봉고 온딤바              | 켈리 온도 오비앙                                                                                        | 쿠데타 실패                                                                 |
| 2019년 4월 11일  | 수단            | 2019년 수단 쿠데타              | 오마르 알바시르               | - 아흐메드 아와드 이븐 아우프 - 압델 파타 알부르한                                                      | 쿠데타 성공                                                                 |
| 2020년 8월 18일  | 말리            | 2020년 말리 쿠데타              | 이브라임 부바카르 케이타      | - 아시미 고이타 - 말릭 디아우 - 이스마일 와게 - 사디오 카마라 - 바흐 은다우                             | 쿠데타 성공                                                                 |
| 2021년 3월 31일  | 니제르          | 2021년 니제르 쿠데타 미수       | 모하메드 바줌                 | 사니 살레이 구루자                                                                                      | 쿠데타 실패                                                                 |
| 2021년 4월 20일  | 차드            | 이드리스 데비의 사망            | 공석                          | 마하마트 데비 이트노                                                                                    | 마하마트 데비 이트노가 군사정부 지도자로 취임. 지역 반군의 쿠데타로 취급됨. |
| 2021년 5월 24일  | 말리            | 2021년 말리 쿠데타              | 바흐 은다우                   | 아시미 고이타                                                                                           | 쿠데타 성공                                                                 |
| 2021년 9월 5일   | 기니            | 2021년 기니 쿠데타              | 알파 콩데                     | 마마디 둠부야                                                                                           | 쿠데타 성공                                                                 |
| 2021년 10월 25일 | 수단            | 2021년 10월 수단 쿠데타         | 압달라 함독                   | - 압델 파타 알부르한 - 모하메드 함단 다갈로                                                             | 쿠데타 성공                                                                 |
| 2022년 1월 23일  | 부르키나파소    | 2022년 1월 부르키나파소 쿠데타  | 로크 마르크 크리스티앙 카보레 | 폴앙리 산다오고 다미바                                                                                  | 쿠데타 성공                                                                 |
| 2022년 9월 30일  | 부르키나파소    | 2022년 9월 부르키나파소 쿠데타  | 폴앙리 산다오고 다미바        | 이브라힘 트라오레                                                                                       | 쿠데타 성공                                                                 |
| 2023년 4월 15일  | 수단            | 수단 내전 (2023년~현재)         | 압델 파타 알부르한            | 모하메드 함단 다갈로                                                                                    | 쿠데타 결론이 나지 못함. 내전으로 확대됨.                                   |
| 2023년 7월 26일  | 니제르          | 2023년 니제르 쿠데타            | 모하메드 바줌                 | - 압두라하마네 치아니 - 아마두 압드라만 - 살리푸 모디 - 압두 시디쿠 이사 - 무사 살라우 바르무           | 쿠데타 성공                                                                 |
| 2023년 8월 30일  | 가봉            | 2023년 가봉 쿠데타              | 알리 봉고 온딤바              | 브리스 올리귀                                                                                           | 쿠데타 성공                                                                 |
| 2023년 9월 26일  | 부르키나파소    | 2023년 부르키나파소 쿠데타 미수 | 이브라힘 트라오레             | - 압둘 아지즈 아우오바 - 체이크 함자 우아타라 - 크리스토페 마이가 - 세쿠 우에드라오고 - 부바카르 케이타 | 쿠데타 실패                                                                 |